# Paroligia albiorbis
Paroligia albiorbis är en fjärilsart som beskrevs av Moore 1882. Paroligia albiorbis ingår i släktet Paroligia och familjen nattflyn. Inga underarter finns listade i Catalogue of Life.